# Hungerburg
Die Hungerburg, auch Hoch-Innsbruck genannt, ist ein Stadtteil der Landeshauptstadt Innsbruck des Bundeslandes Tirol in Österreich.

## Geografie
Die Hungerburg liegt nördlich über dem Stadtzentrum, auf Höhen um 860 m ü. A., auf einem Hochplateau am Fuß der Nordkette unter dem Hafelekar (2334 m ü. A.).
Nachbar-Stadtteile
|              |                                             |             |
|              | Kompassrose, die auf Nachbargemeinden zeigt | Arzl Mühlau |
| Hötting West | Hötting                                     |             |

### Gliederung
Die Hungerburg gehört zu zwei Katastralgemeinden bzw. Ortschaften. Der weitaus größere Teil gehört zu Hötting, ein kleiner Streifen im Osten zu Mühlau. Zum Gebiet gehören neben der Ansiedlung Hungerburg selbst auch die Ortslage Gramartboden und die Berggebiete am Hafelekar.
| Hungerburg-Hötting (Siedlung)                     | Hungerburg-Hötting (Siedlung)      |
| ------------------------------------------------- | ---------------------------------- |
| Basisdaten                                        |                                    |
| Pol. Bezirk, Bundesland                           | Innsbruck-Stadt (I), Tirol         |
| Gerichtsbezirk                                    | Innsbruck (Stadt)                  |
| Pol. Gemeinde                                     | Innsbruck (KG Hötting)             |
| Ortschaft                                         | Hötting                            |
| Statistischer Stadtteil                           | Hungerburg                         |
| Koordinaten                                       | 47° 17′ 11″ N, 11° 23′ 49″ O       |
| Höhe                                              | 865 m ü. A.                        |
| Einwohner der stat. Einh.                         | 868 (2014)                         |
| Gebäudestand                                      | 371 (2014)                         |
| Fläche                                            | 22,49 km²                          |
| Statistische Kennzeichnung                        |                                    |
| Zählsprengel/ -bezirk                             | Hungerburg-Hötting (70101 31[0,1]) |
| Quelle: STAT: Ortsverzeichnis; BEV: GEONAM; TIRIS |                                    |

| Hungerburg-Mühlau (Siedlung)                      | Hungerburg-Mühlau (Siedlung)    |
| ------------------------------------------------- | ------------------------------- |
| Basisdaten                                        |                                 |
| Pol. Bezirk, Bundesland                           | Innsbruck-Stadt (I), Tirol      |
| Gerichtsbezirk                                    | Innsbruck (Stadt)               |
| Pol. Gemeinde                                     | Innsbruck (KG Mühlau)           |
| Ortschaft                                         | Mühlau                          |
| Statistischer Stadtteil                           | Hungerburg                      |
| Koordinaten                                       | 47° 17′ 16″ N, 11° 23′ 54″ O    |
| Höhe                                              | 880 m ü. A.                     |
| Einwohner der stat. Einh.                         | 137 (2014)                      |
| Gebäudestand                                      | 64 (2014)                       |
| Fläche                                            | 9,34 km²                        |
| Statistische Kennzeichnung                        |                                 |
| Zählsprengel/ -bezirk                             | Hungerburg-Mühlau (70101 41[0]) |
| Quelle: STAT: Ortsverzeichnis; BEV: GEONAM; TIRIS |                                 |

## Geschichte

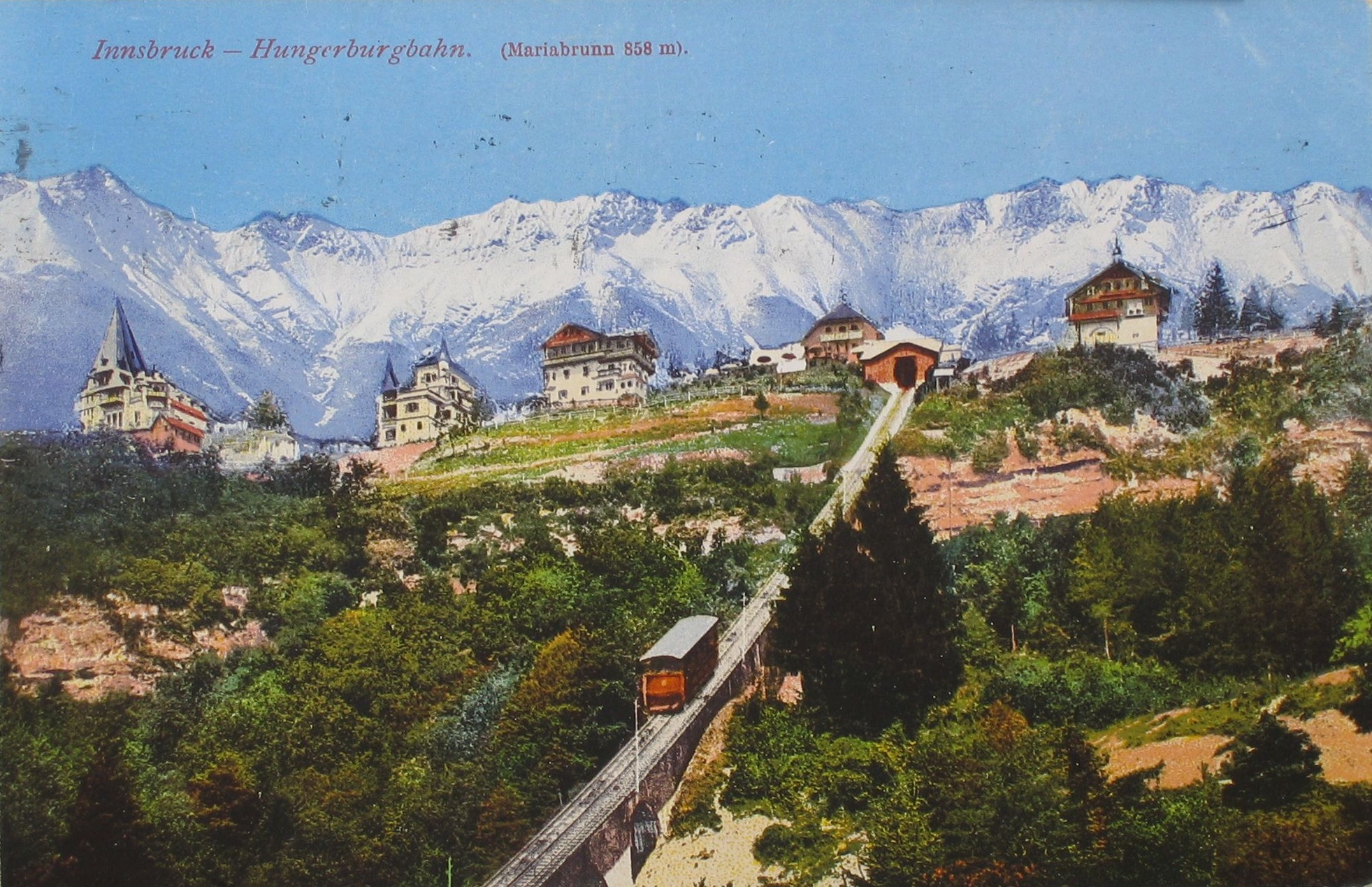
Hungerburg mit Hungerburgbahn, vor 1927

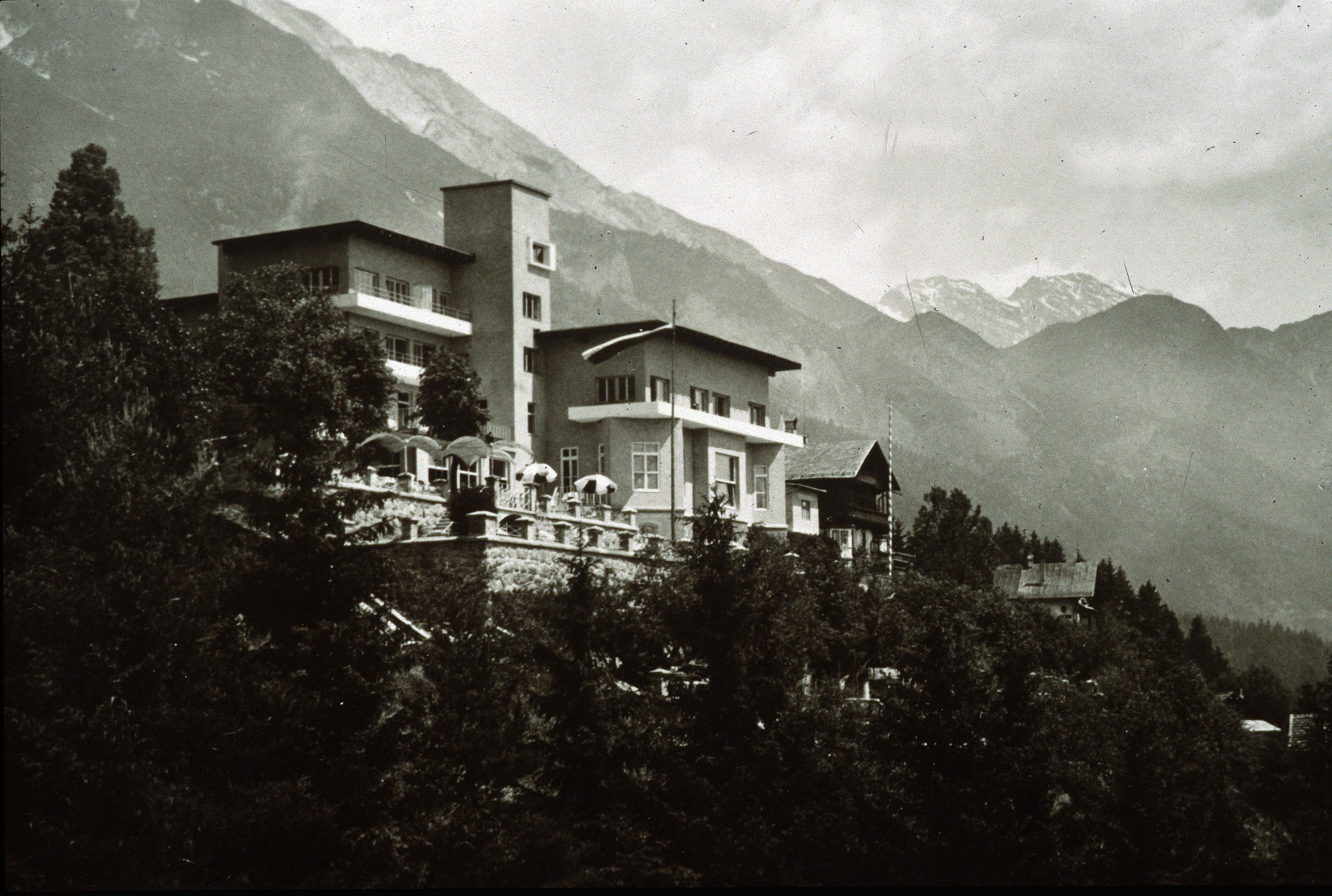
Hotel Mariabrunn um 1950

Bis etwa 1840 bildete die Hungerburg-Terrasse ein ziemlich geschlossenes Waldgebiet, dessen westlicher Bereich zu Hötting und dessen östlicher Bereich zu Arzl beziehungsweise nach 1740 zur Gemeinde Mühlau gehört hat. Genannt wurde die Flur Auf den Grauem Stein, nach der Bank von Höttinger Breccie, die hier offen ansteht.
Joseph Andreas von Attlmayr, der Gatte der Maria von Wörndle zu Weiherburg, erwarb 1840 ein Stück der Gramartwaldung, knapp an der Höttinger Gemeindegrenze gegen Mühlau. 1840 ließ er sich hier einen Brunnen graben und ein Sommerhaus erbauen, dem er den Namen Neuhof Mariabrunn gab. Das Angebot der damit verbundenen Jausenstation war jedoch offenbar kärglich, was ihr alsbald im Volksmund den Spottnamen Hungerburg eintrug. Dieser Name hat sich auf die ab 1906 hier entwickelten Terrassensiedlung übertragen. Der Innsbrucker Tourismuspionier Sebastian Kandler versuchte um 1900, die Hungerburg zu einem Sommerfrischeort auszubauen.
Die erste Hungerburgbahn, eine Standseilbahn auf die Hungerburg, wurde 1905/06 erbaut. Die Seilbahn von der Hungerburg auf die Nordkette, zur Seegrube und zum Hafelekar – Nordkettenbahn  – wurde 1927/28 errichtet.
1912 wurden die Seehof-Anlagen eröffnet. In einem ehemaligen Steinbruch wurde der Hungerburgsee als Badesee angelegt, der von einem Wasserfall gespeist wurde. Am Ufer befand sich das Gasthaus Seehof, oberhalb des Sees ein Aussichtsturm, der mit einer Bootsfahrt über den See, einen Zugang durch eine Felsenhöhle am Seeufer und einen Lift zum Tor des Turms erreicht wurde. Der Erste Weltkrieg und die nachfolgende Wirtschaftskrise bedeuteten das Ende für die Anlage. Sie wurde 1926 an die Kinderfreunde übergeben, die sie als Erholungsheim nutzten. Seit 1951 betreibt die Arbeiterkammer den Seehof als Bildungshaus.
Ab 1928 wurde auf Betreiben von Rudolf Schlenz sen. und Dominikus Dietrich OPraem, Prior im Stift Wilten, eine Pfarre eingerichtet, anfangs mit dem ehemaligen Gartenhaus Würth als Notkirche. 1931/32 wurde die Theresienkirche erbaut. Der österreichische Künstler Max Weiler erhielt 1946/47 den Auftrag zur Ausgestaltung der Kirche. Sein Fresko sorgte wegen der Darstellung des Lanzenstichs eines Tiroler Schützenhauptmanns in das Herz Jesu in der Bevölkerung und der Kirche für einen Skandal, sodass es für Jahre verhängt werden musste.
1938 wurden die beiden Gemeinden Hötting und Mühlau nach Innsbruck eingemeindet, seither entwickelte sich die Hungerburg zunehmend zum eigenständigen Stadtteil.
Die alte Hungerburgbahn wurde am 1. Dezember 2007 durch die heutige Hungerburgbahn mit anderer Trassenführung ersetzt.

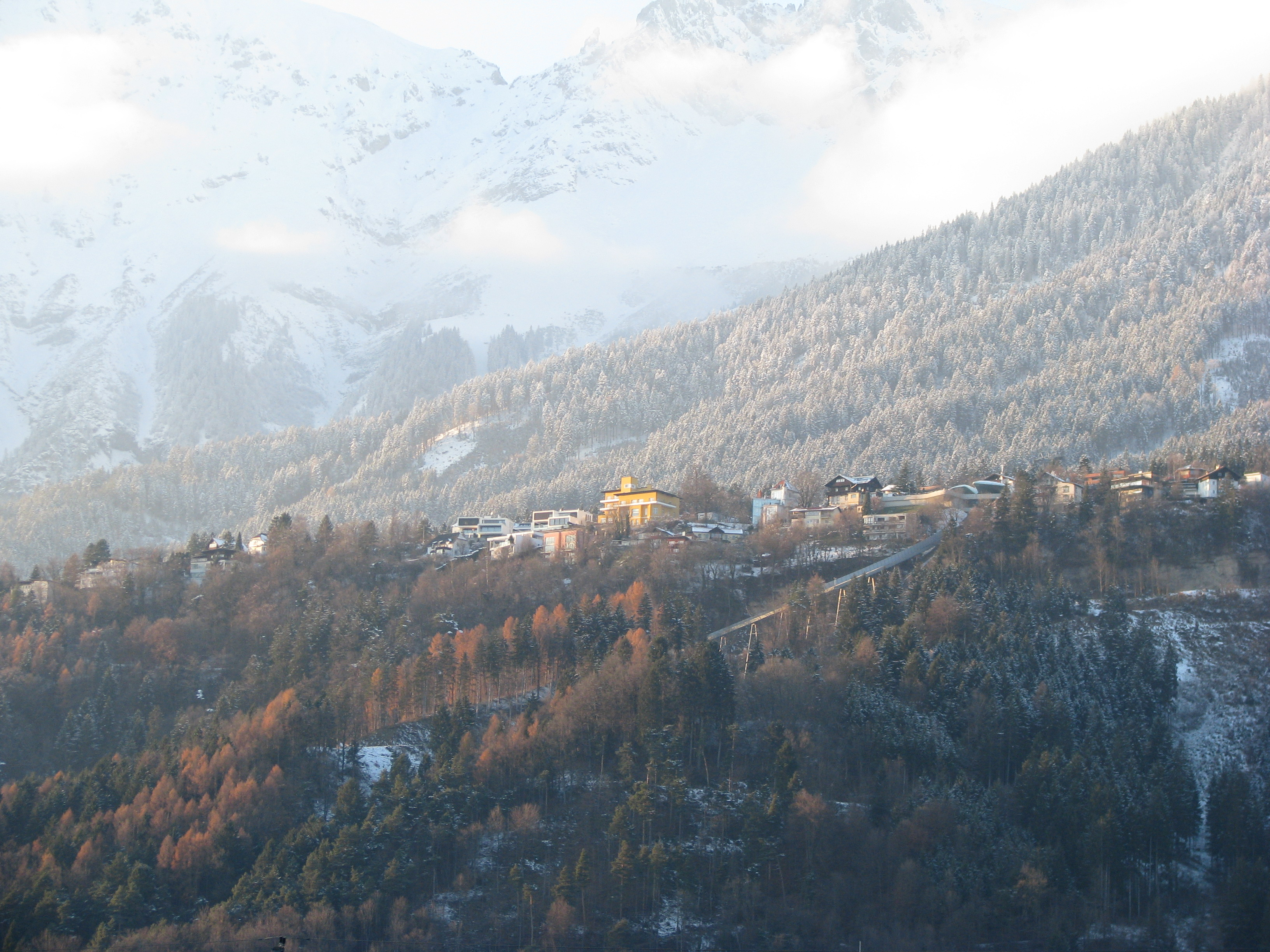
Blick von der Stadt zur Hungerburg
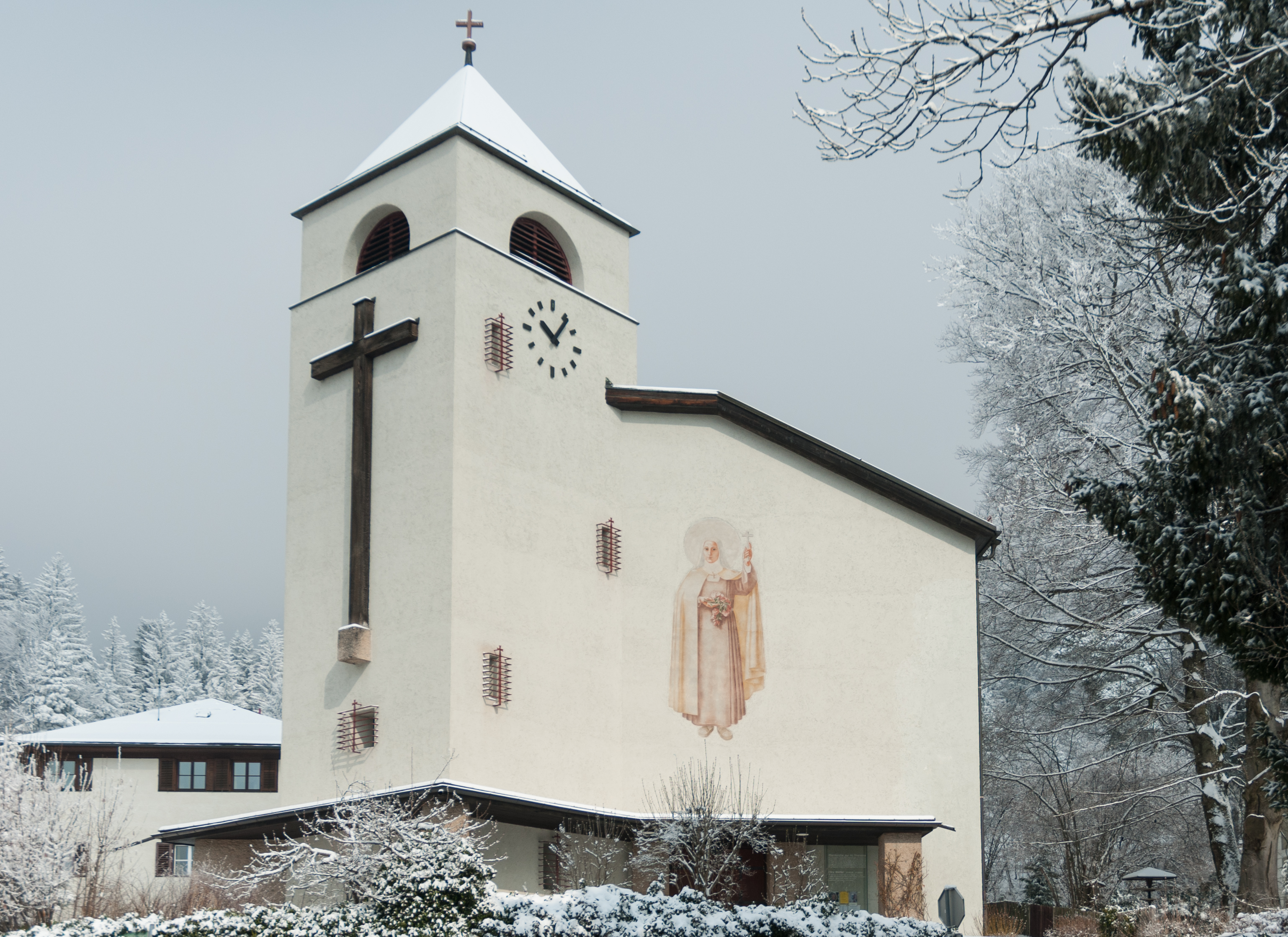
Theresienkirche
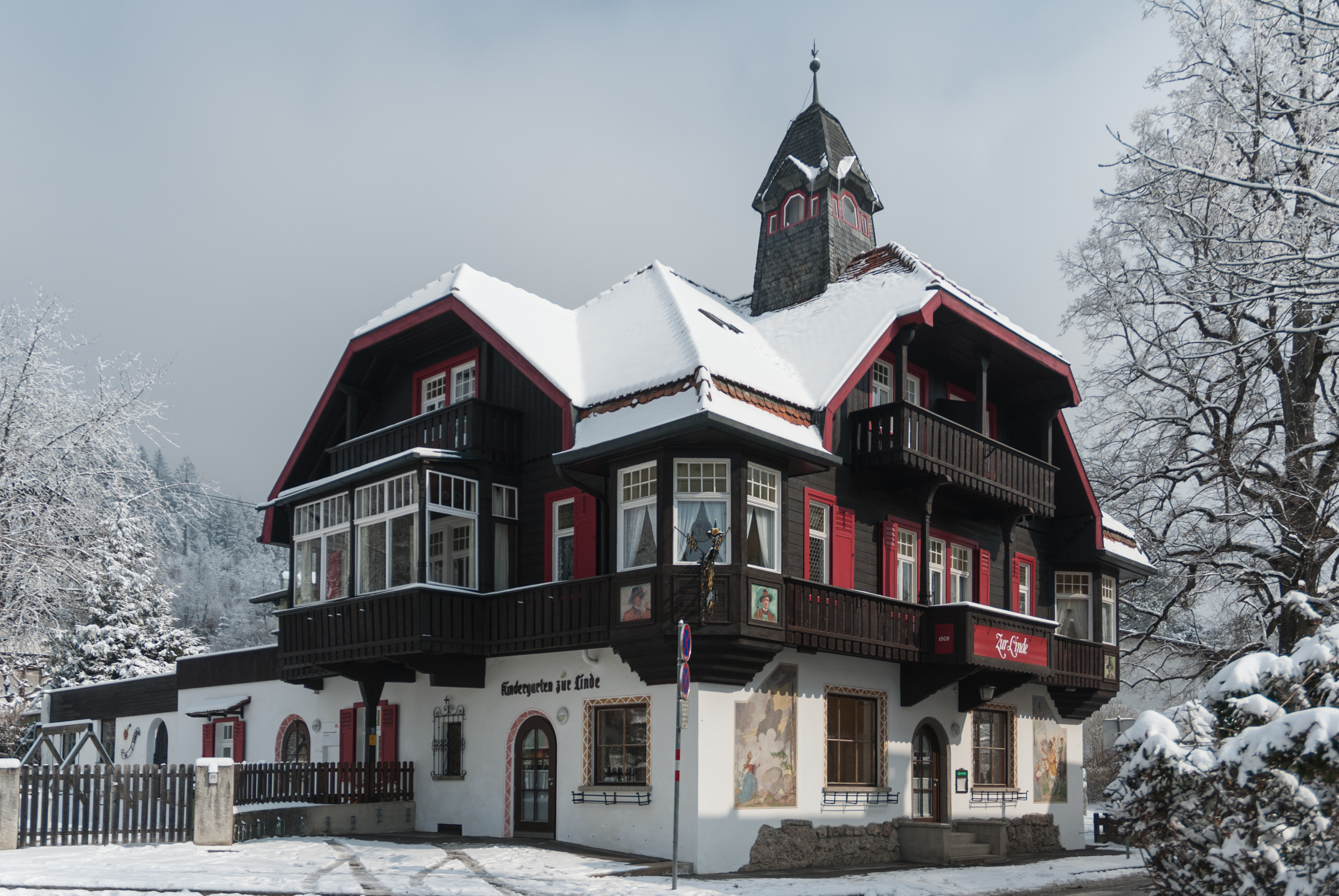
Ehemaliges Café zur Linde, jetzt Kindergarten
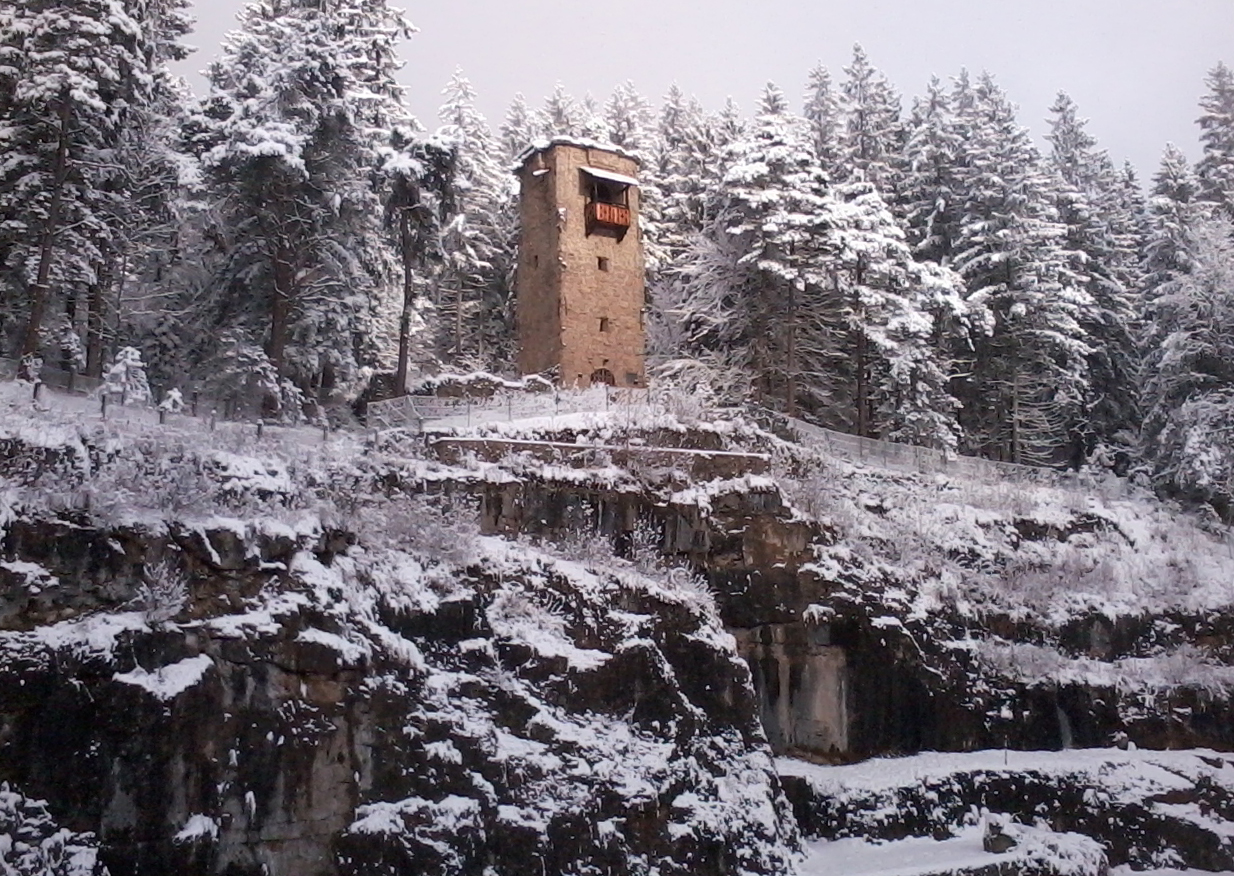
Aussichtsturm des Seehofes
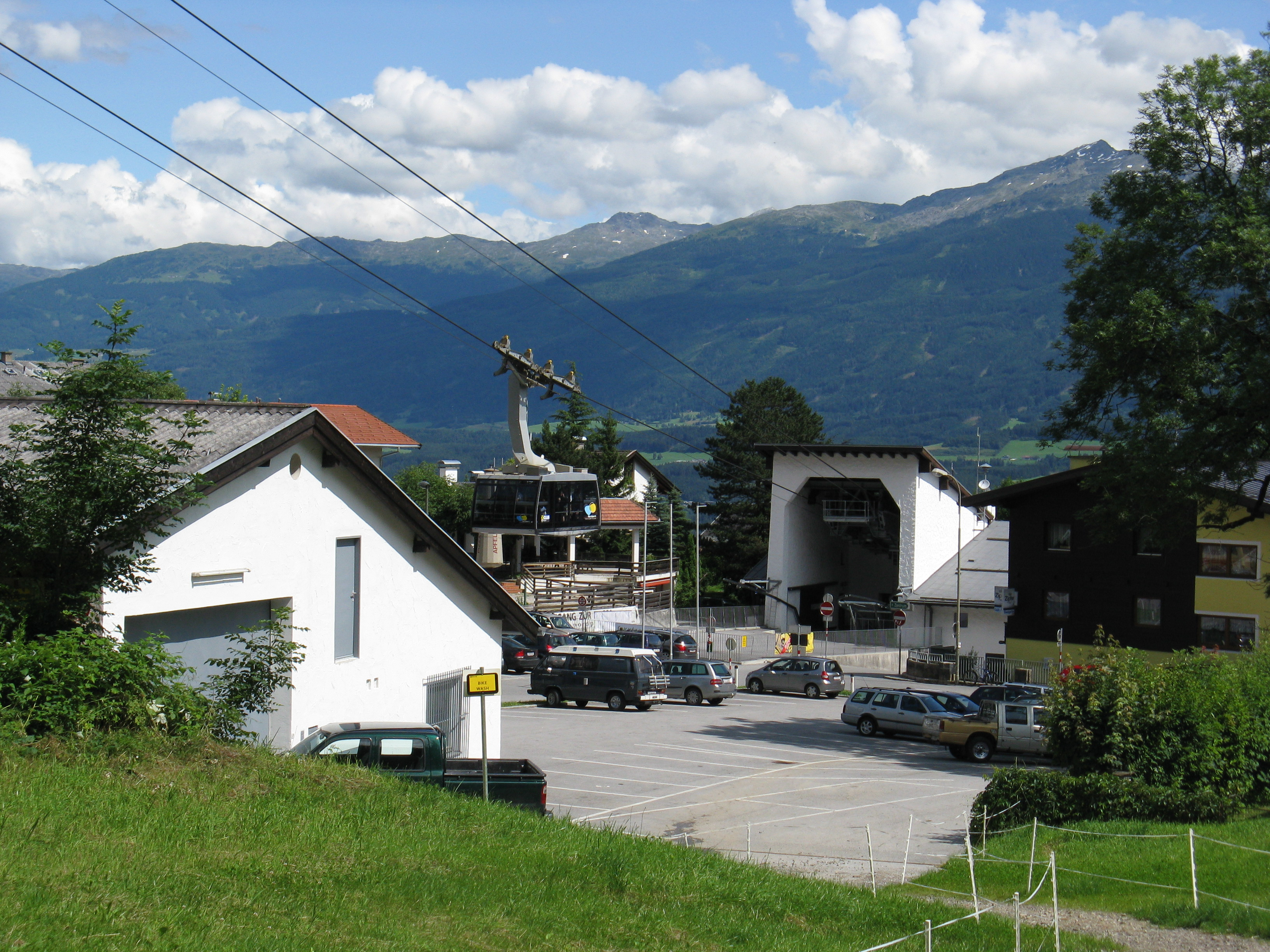
Talstation der Nordkettenbahn

## Wappen

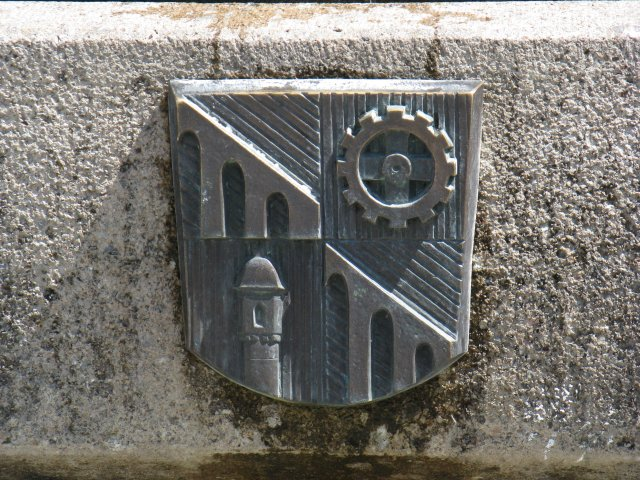

Da in Tirol nur Gemeinden dazu berechtigt sind, führt die Hungerburg kein offizielles Wappen. Wie für die anderen Innsbrucker Stadtteile wurde aber ein inoffizielles Stadtteilwappen entworfen, das 1995 von der Interessengemeinschaft Hungerburg angenommen wurde. Es zeigt in einem viergeteilten Schild im rechten oberen und linken unteren Feld in Grün drei silberne Bögen des schrägrechts aufsteigenden Viadukts der Hungerburgbahn, im linken oberen Feld in Rot ein silbernes Mühlrad (das Stadtteilwappen von Mühlau) und im rechten unteren Feld in Rot den stilisierten Turm der alten Höttinger Kirche (das Stadtteilwappen von Hötting).
Das Wappen erinnert daran, dass die Entwicklung des Stadtteils untrennbar mit dem Bau der Hungerburgbahn verbunden ist und verweist auf die Zugehörigkeit zu den beiden ehemaligen Gemeinden und heutigen Katastralgemeinden Hötting und Mühlau.

## Nachweise
1. ↑  Die Hungerburgsee-Anlage. Abgerufen am 10. April 2019.
2. ↑   Geschichte Theresienkirche (Memento vom 2. April 2015 im Internet Archive), hungerburg.at
3. ↑  Franz-Heinz Hye: Auch die Hungerburg - Hoch-Innsbruck erhielt ein eigenes Stadtteilwappen. In: Innsbruck informiert, Februar 1996, S. 22 (Digitalisat)